# Celebrate (DEENの曲)
「Celebrate」（セレブレイト）は、2009年4月29日にリリースされたDEENの35thシングルである。

## 作品解説
クラシックスシリーズ以外で初のコンセプチュアルマキシシングルであり、表題曲の「Celebrate」はDEENとしては初のウエディング・ソングとなっている。また、表題曲の「Celebrate」のPVには石原さとみが出演している。
初回限定盤と通常盤の2種類で発売されており、初回限定盤には前作「永遠の明日」のバラードバージョンのMVと、DEENによるアルバム『DEEN NEXT STAGE』のセルフライナートークと、『テイルズ オブ フェスティバル2008』で披露された「夢であるように」のSpecial Live Mixと称された映像が収録されたDVDが付属しており、スペシャルギフトパッケージ仕様となっている。

## 収録曲

### CD
作詞：池森秀一
1. Celebrate
作曲：山根公路　
編曲：山根公路＆時乗浩一郎
2. Dear Friend
作曲・編曲：田川伸治
3. ノスタル〜遠い約束〜（Acoustic Version）
作曲・編曲：山根公路
4. Celebrate 〈off vocal version〉
5. Dear Friend 〈off vocal version〉
6. ノスタル〜遠い約束〜（Acoustic Version）〈off vocal version〉

### DVD（初回限定盤のみ）
1. 永遠の明日（Ballad Version）（VIDEO CLIP）
2. DEEN NEXT STAGE（セルフ・ライナー・トーク）
3. 夢であるように（Special Live Mix）（テイルズ オブ フェスティバル2008）

## 収録アルバム
- 『LOVERS CONCERTO』（#1、Album Version）[4]
- 『Ballads in Blue II〜The greatest hits of DEEN〜』（#1,#3）（初回生産限定盤のみ）[5]
- 『DEENAGE MEMORY -20周年記念ベストアルバム-』（#1）[6]
- 『Another Side Memories〜Precious Best II〜』（#2）[7]
- 『DEEN The Best FOREVER 〜Complete Singles +〜』（#1）[8]

## タイアップ
- TBS系列情報番組『女神サーチ』エンディングテーマ（2009年4月〜2009年5月度）（#1）[1]